# La Chapelle-Montabourlet
La Chapelle-Montabourlet is een gemeente in het Franse departement Dordogne (regio Nouvelle-Aquitaine) en telt 65 inwoners (2009). De plaats maakt deel uit van het arrondissement Périgueux.

## Geografie
De oppervlakte van La Chapelle-Montabourlet bedraagt 5,7 km², de bevolkingsdichtheid is dus 11,4 inwoners per km².
De onderstaande kaart toont de ligging van La Chapelle-Montabourlet met de belangrijkste infrastructuur en aangrenzende gemeenten.

## Demografie
Onderstaande figuur toont het verloop van het inwonertal (bron: INSEE-tellingen).